# Bad Frankenhausen
Bad Frankenhausen (officiellt namn Bad Frankenhausen/Kyffhäuser) är en stad i Kyffhäuserkreis i förbundslandet Thüringen i Tyskland.
De tidigare kommunerna Ichstedt och Ringleben uppgick i Bad Frankenhausen den 1 januari 2019.

## Bilder
|  |
|  |